# Soledad Alvear
María Soledad Alvear Valenzuela (Santiago do Chile, 17 de setembro de 1950) é uma política, acadêmica e advogada chilena.[carece de fontes?]